# 포틀랜드 (오리건주)의 마천루 목록
미국 오리건주에서 가장 큰 도시인 포틀랜드는 250 피트 (76 m) 이상의 높이로 완공된 29개의 고지 중 하나이며 그 중 4개는 492 피트 (150 m)보다 높다. 이 도시에서 가장 높은 마천루는 웰스 파고 센터로 다운타운 포틀랜드 (오리건주)에서 546 피트 (166 m) 높이로 올라가 1973년에 완공되었다. 도시에서 두 번째로 큰 마천루는 U.S. 뱅코프 타워는 536 피트 (163 m) 상승하여 1983년에 완공되었다. 파크 애비뉴 웨스트는 2016년 완공되어 515 피트 (157 m) 높이로 포틀랜드에서 세 번째로 높은 마천루다. 오리건주에 있는 10개의 가장 높은 마천루는 모두 포틀랜드에 있다.
비록 시계탑이 포함되어 있다면 194 피트 (59 m) 상승하는 오레곤 건물은 1892년부터 1913년까지 포틀랜드에서 가장 높은 건물이었지만 1907년 웰스 파고 센터의 건설로 시작되었다고 한다. 이 건물은 높이 182 피트 (55 m), 높이 12층으로 포틀랜드에서 최초로 마천루로 간주된다. 492 피트 (150 m)가 넘는 포틀랜드 최초의 건물은 1973년에 완공된 웰스 파고 센터(Wells Fargo Center)였다. 현재 건설중인 2개의 건물이 적어도 250 피트 (76 m) 이상 증가할 것으로  예상된다. 포틀랜드의 스카이라인은 미국 북서부 (시애틀 이후) 2위, 태평양 연안 지역 (로스앤젤레스, 샌프란시스코, 시애틀 및 라스베이거스 다음)에서 5위를 차지했으며 (높이가 492 피트 (150 m)가 넘는 기존 건물 및 건설 중인 건물 기준) 미국에서 22번째다.

## 가장 높은 마천루
2017년 08월 기준, 표준 높이 측정을 기준으로 키가 250 피트 (76 m) 이상인 포틀랜드에서 29건의 마천루가 있다. 이 높이에는 첨탑 및 건축 세부사항이 포함되지만 안테나 마스트는 포함되지 않는다.
| 순위 | 이름                                    | 사진 | 높이 ft (m) | 층수 | 연도 | 좌표                                                                      | 비고                                                                              |
| ---- | --------------------------------------- | ---- | ----------- | ---- | ---- | ------------------------------------------------------------------------- | --------------------------------------------------------------------------------- |
| 1    | 웰스 파고 센터                          |      | 546 (166.4) | 40   | 1973 | 북위 45° 30′ 51.3″ 서경 122° 40′ 45.8″ / 북위 45.514250° 서경 122.679389° | 1970년대 포틀랜드에서 가장 높은 마천루다. 포틀랜드에서 가장 높은 사무실 마천루다. |
| 2    | U.S. 뱅코프 타워                        |      | 536 (163.4) | 42   | 1983 | 북위 45° 31′ 21.6″ 서경 122° 40′ 33.2″ / 북위 45.522667° 서경 122.675889° | 1980년대 포틀랜드에서 가장 높은 마천루다.                                         |
| 3    | KOIN 센터                               |      | 509 (155.2) | 35   | 1984 | 북위 45° 30′ 47.3″ 서경 122° 40′ 39.6″ / 북위 45.513139° 서경 122.677667° | [ 40 ] [ 41 ] [ 42 ]                                                              |
| 4    | 파크 애비뉴 웨스트                      |      | 460 (140.2) | 30   | 2016 | 북위 45° 31′ 21.6″ 서경 122° 40′ 33.2″ / 북위 45.522667° 서경 122.675889° | 2010년 포틀랜드에서 가장 높은 마천루가 건설되었다.                                |
| 5    | 팩웨스트 센터                           |      | 418 (127.4) | 30   | 1984 | 북위 45° 30′ 55.1″ 서경 122° 40′ 48.3″ / 북위 45.515306° 서경 122.680083° | [ 44 ] [ 45 ] [ 46 ]                                                              |
| 6    | 폭스 타워                               |      | 372 (113.4) | 27   | 2000 | 북위 45° 31′ 6.3″ 서경 122° 40′ 51″ / 북위 45.518417° 서경 122.68083°     | 2000년대 포틀랜드에서 가장 높은 마천루다.                                         |
| 7    | 스탠더드 인서랜스 센터                  |      | 367 (111.9) | 27   | 1970 | 북위 45° 31′ 0.9″ 서경 122° 40′ 40.7″ / 북위 45.516917° 서경 122.677972°  | [ 50 ] [ 51 ] [ 52 ]                                                              |
| 8    | 에디스 그린 – 웬델 와이어트 페더럴 빌딩 |      | 361 (110)   | 18   | 1974 | 북위 45° 30′ 51.9″ 서경 122° 40′ 37.4″ / 북위 45.514417° 서경 122.677056° | [ 53 ] [ 54 ] [ 55 ]                                                              |
| 9    | 코스모폴리탄 온 더 파크                 |      | 340 (103.6) | 28   | 2016 | 북위 45° 31′ 54.8″ 서경 122° 40′ 55″ / 북위 45.531889° 서경 122.68194°    | 포틀랜드에서 가장 높은 주거용 마천루다.                                           |
| 10   | 존 로스 타워                            |      | 325 (99.1)  | 32   | 2007 | 북위 45° 29′ 48.6″ 서경 122° 40′ 12.2″ / 북위 45.496833° 서경 122.670056° | 사우스 워터 프론트 지역에서 최대 허용 높이로 지어졌다.                            |
| 10   | 미라벨라                                |      | 325 (99.1)  | 30   | 2010 | 북위 45° 29′ 51.5″ 서경 122° 40′ 12.6″ / 북위 45.497639° 서경 122.670167° | 사우스 워터 프론트 지역에서 최대 허용 높이로 지어졌다.                            |
| 10   | 더 아르데아                             |      | 325 (99.1)  | 30   | 2008 | 북위 45° 29′ 45.4″ 서경 122° 40′ 13.2″ / 북위 45.495944° 서경 122.670333° | 사우스 워터 프론트 지역에서 최대 허용 높이로 지어졌다.                            |
| 13   | 콩그레스 센터                           |      | 321 (97.8)  | 23   | 1980 | 북위 45° 30′ 59.5″ 서경 122° 40′ 45.7″ / 북위 45.516528° 서경 122.679361° | [ 68 ] [ 69 ]                                                                     |
| 14   | 마크 O. 햇필드 미국 법원                |      | 318 (96.9)  | 16   | 1997 | 북위 45° 30′ 57.3″ 서경 122° 40′ 34.5″ / 북위 45.515917° 서경 122.676250° | 1990년대 포틀랜드에서 가장 높은 마천루다.                                         |
| 15   | 모다 타워                               |      | 308 (93.9)  | 24   | 1999 | 북위 45° 31′ 6.2″ 서경 122° 40′ 28.9″ / 북위 45.518389° 서경 122.674694°  | [ 72 ] [ 73 ]                                                                     |
| 16   | 더 메리웨더, 웨스트 빌딩                |      | 303 (92.4)  | 24   | 2006 | 북위 45° 29′ 50.5″ 서경 122° 40′ 9.4″ / 북위 45.497361° 서경 122.669278°  | [ 74 ] [ 75 ]                                                                     |
| 17   | 로이드 센터 타워                        |      | 290 (88.4)  | 20   | 1981 | 북위 45° 31′ 55.5″ 서경 122° 39′ 26.2″ / 북위 45.532083° 서경 122.657278° | 시내 포틀랜드 외곽에서 가장 높은 마천루다.                                        |
| 18   | 1000 브로드웨이                         |      | 288 (87.8)  | 23   | 1991 | 북위 45° 31′ 0.7″ 서경 122° 40′ 50″ / 북위 45.516861° 서경 122.68056°     | [ 78 ] [ 79 ]                                                                     |
| 19   | NV                                      |      | 288 (87.7)  | 26   | 2016 | 북위 45° 31′ 57.3″ 서경 122° 41′ 2.4″ / 북위 45.532583° 서경 122.684000°  | [ 80 ]                                                                            |
| 20   | 포틀랜드 플라자                         |      | 272 (82.9)  | 25   | 1973 | 북위 45° 30′ 46.6″ 서경 122° 40′ 48.9″ / 북위 45.512944° 서경 122.680250° | [ 81 ] [ 82 ]                                                                     |
| 21   | 원 메인 플레이스                        |      | 270 (82.3)  | 20   | 1980 | 북위 45° 30′ 55.8″ 서경 122° 40′ 31.7″ / 북위 45.515500° 서경 122.675472° | [ 83 ] [ 84 ]                                                                     |
| 22   | 브로드웨이 타워                         |      | 269 (81.9)  | 19   | 2018 |                                                                           | [ 85 ] [ 86 ] [ 87 ]                                                              |
| 23   | 유니온 뱅크 타워                        |      | 268 (81.8)  | 15   | 1969 | 북위 45° 31′ 15.9″ 서경 122° 40′ 45.3″ / 북위 45.521083° 서경 122.679250° | 1960년대 포틀랜드에서 가장 높은 마천루다.                                         |
| 24   | 트웰브 웨스트                           |      | 266 (81.1)  | 22   | 2009 | 북위 45° 31′ 20.1″ 서경 122° 41′ 1.6″ / 북위 45.522250° 서경 122.683778°  | [ 90 ] [ 91 ]                                                                     |
| 25   | 아스터 타워                             |      | 265 (80.8)  | 21   | 2015 | 북위 45° 31′ 49″ 서경 122° 39′ 25.6″ / 북위 45.53028° 서경 122.657111°    | [ 92 ]                                                                            |
| 25   | 더 메리웨더, 이스트 빌딩                |      | 265 (80.8)  | 21   | 2006 | 북위 45° 29′ 51.4″ 서경 122° 40′ 6.6″ / 북위 45.497611° 서경 122.668500°  | [ 93 ] [ 94 ]                                                                     |
| 27   | 엄프콰 뱅크 플라자                      |      | 263 (80.2)  | 19   | 1975 | 북위 45° 30′ 48.4″ 서경 122° 40′ 31.4″ / 북위 45.513444° 서경 122.675389° | [ 95 ] [ 96 ]                                                                     |
| 28   | 200 마켓                                |      | 257 (78.3)  | 19   | 1973 | 북위 45° 30′ 41″ 서경 122° 40′ 43.9″ / 북위 45.51139° 서경 122.678861°    | [ 97 ] [ 98 ]                                                                     |
| 29   | 해리슨 타워 아파트먼트, 웨스트 타워     |      | 256 (78)    | 25   | 1965 | 북위 45° 30′ 37.6″ 서경 122° 40′ 45.5″ / 북위 45.510444° 서경 122.679306° | [ 99 ]                                                                            |
| 30   | 벤슨 타워                               |      | 250 (76.2)  | 26   | 2007 | 북위 45° 30′ 52.7″ 서경 122° 41′ 9″ / 북위 45.514639° 서경 122.68583°     | [ 100 ] [ 101 ]                                                                   |

### 지구별 가장 높은 마천루
포틀랜드는 1931년 9월 2일부터 5개 지구로 나뉘었다.
| 지구 | 이름                    | 높이 ft (m) | 층수 | 연도 | 각주    |
| ---- | ----------------------- | ----------- | ---- | ---- | ------- |
| 북   | 슈뢰크 리버뷰 타워      | 139 (42.3)  | 11   | 1971 | [ 103 ] |
| 동북 | 로이드 센터 타워        | 290 (88.4)  | 20   | 1981 | [ 76 ]  |
| 북서 | 코스모폴리탄 온 더 파크 | 340 (103.6) | 28   | 2016 | [ 57 ]  |
| 남동 | 웨덜리 빌딩             | 175 (53.3)  | 12   | 1928 | [ 104 ] |
| 남서 | 웰스 파고 센터          | 546 (166.4) | 40   | 1973 | [ 4 ]   |

## 가장 높은 공사중
2019년 01월 기준, 포틀랜드에는 최소한 250 피트 (76 m) 높이로 건설될 계획중인 마천루가 하나가 있다.
| 이름                              | 높이 ft (m) | 층수 | 연도 | 비고                        |
| --------------------------------- | ----------- | ---- | ---- | --------------------------- |
| 멀트노마 카운티 센트럴 코트하우스 | 325 (99)    | 17   | 2020 | 건설은 2016년에 시작되었다. |

## 가장 높은 제안됨
2019년 01월 기준, 포틀랜드에는 높이가 250 피트 (76 m)을 초과하는 두 개의 마천루가 있다. 이 마천루는 허가를 받고 설계 검토 과정을 거쳐 곧 건설을 시작할 것이다.
| 이름      | 높이 (피트) (m) | 층수 | 비고                           |
| --------- | --------------- | ---- | ------------------------------ |
| 11 웨스트 | 291 (88.7)      | 22   | 2020년 완공 예정               |
| 블록 216  | 460 (137)       | 35   | 승인 : 건설은 2019년 6월 / 7월 |

## 가장 높은 마천루의 타임라인

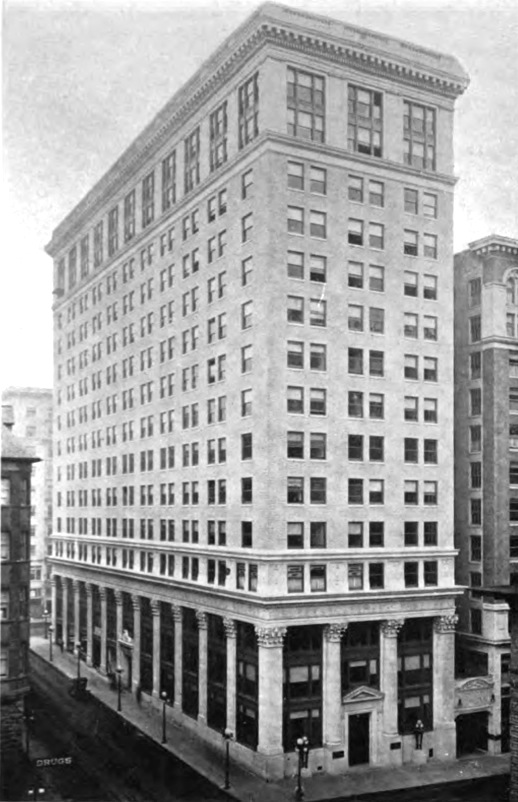
1913년부터 1927년까지 포틀랜드에서 가장 높은 건물로 미국은행 빌딩이 있었다.

1892년 이래 더 오레고니언 빌딩이 완공되었고, 포틀랜드에서 가장 높은 건물의 제목은 9개의 마천루에 의해 유지되었다.
| 현재 이름                           | 가장 긴 년       | 높이 ft (m) | 층수 | 각주    |
| ----------------------------------- | ---------------- | ----------- | ---- | ------- |
| 더 오레고니언 빌딩                  | 1892–1913 (21년) | 194 (59.1)  | 12   | [ 8 ]   |
| 연 빌딩                             | 1911–1913 (2년)  | 194 (59.1)  | 15   | [ 111 ] |
| 미국은행 빌딩                       | 1913–1927 (14년) | 207 (63.1)  | 15   | [ 112 ] |
| 퍼블릭 서비스 빌딩                  | 1927–1962 (35년) | 220 (67.1)  | 16   | [ 113 ] |
| 힐튼 포틀랜드 호텔                  | 1962–1965 (3년)  | 241 (74.5)  | 22   | [ 114 ] |
| 해리슨 타워 아파트먼트, 웨스트 타워 | 1965–1969 (4년)  | 256 (78)    | 25   | [ 99 ]  |
| 유니온 뱅크 타워                    | 1969–1970 (1년)  | 268 (81.8)  | 15   | [ 88 ]  |
| 스탠더드 인서랜스 센터              | 1970–1972 (2년)  | 367 (111.9) | 27   | [ 50 ]  |
| 웰스 파고 센터                      | 1972–현재 (53년) | 546 (166.4) | 40   | [ 4 ]   |

## 같이 보기
- 포틀랜드 (오리건주)의 건축
- 미국의 마천루 목록 / 세계

## 각서
1. ↑  뉴욕에는 492 피트 (150 m) 이상의 293개의 기존 및 건설중인 건물이 있으며,,[14] 시카고에는 128개,[15] 마이애미에는 56개,[16] 휴스턴에는 39개,[17] 로스앤젤레스에는 32개,[18] 샌프란시스코에는 28개,[19] 보스턴에는 20개,[20] 시애틀에는 20개,[21] 댈러스에는 19개,[22] 애틀랜타에는 16개,[23] 라스베이거스에는 15개,[24] 필라델피아에는 14개,[25] 저지시티에는 12개,[26] 서니 이슬스 비치에는 11개,[27] 피츠버그에는 10개,[28] 미니애폴리스에는 9개,[29] 덴버에는 8개,[30] 디트로이트에는 8개,[31] 샬럿에는 7개,[32] 오스틴에는 5개,[33] 콜럼버스에는 5개,[34]와 포틀랜드에는 4개다.[35]
2. ↑  두 개 이상의 마천루가 같은 높이인 경우, 층계 순서대로 나열된 다음 알파벳순으로 나열된다. "연도" 열은 마천루가 원래 완료된 연도를 나타낸다.
3. ↑  원래 270 피트 (82 m)의 높이에서 건설, 2013년에 마천루의 높이가 연장되었다.
4. 1 2 3 4  엠포리스가 추정한 높이다.
5. ↑  1950년에 철거되었다.